# Heelbeen
Heelbeen (Holosteum umbellatum) is een eenjarige plant die behoort tot de anjerfamilie (Caryophyllaceae). De plant komt voor op droge, voedselarme, lemige of stenige zandgrond op begraafplaatsen, zandduintjes, bouwland en langs spoorwegen. Heelbeen komt van nature voor in Eurazië. De soort staat op de Nederlandse Rode lijst van planten als zeldzaam en zeer sterk afgenomen.
De blauwgroene plant wordt 2-25 cm hoog. De kale of klierachtig gewimperde bladeren zijn langwerpig. De bovenste, eironde, 1-1,5 cm lange bladeren zijn zittend en hebben een stompe top. De onderste bladeren zijn min of meer langwerpig.
Heelbeen bloeit in maart en april met witte, naar de top toe vaak roze bloemen. De bloeistengel is onder de schermvormige bloeiwijze meestal klierachtig behaard. Het scherm bestaat uit vijf tot tien bloemen. De bloem bestaat uit vijf kroonbladen. De rand van het kroonblad is getand. De kroonbladen zijn iets langer dan de kelk. De kelkbladen zijn niet vergroeid en hebben een lichte rand. De bloemstelen zijn als de bloemen zijn uitgebloeid teruggeslagen, maar richten zich later weer op.
De tot 5 mm lange vrucht is een met zes kleppen, openspringende (dehiscente) doosvrucht. De zaden zijn 1 mm groot.

## Namen in andere talen
- Duits: Dolden-Spurre
- Engels: Jagged Chickweed, Umbellate Chickweed
- Frans: Holostée hirsute, Holostée en ombelle